# Samaritanismo
O samaritanismo (em hebraico:  הַדָּת הַשּׁוֹמְרוֹנִית; em árabe: السامرية) é uma religião abraâmica, monoteísta e étnica. Ela compreende as tradições espirituais, culturais e legais coletivas do povo samaritano, que se originou dos hebreus e israelitas e começou a emergir como um grupo relativamente distinto depois que o Reino de Israel foi conquistado pelo Império Neoassírio durante a Idade do Ferro. O Pentateuco Samaritano, que os samaritanos acreditam ser a versão original e inalterada da Torá, é o elemento central da fé.
Embora tenha se desenvolvido com o judaísmo e esteja intimamente relacionado a ele, o samaritanismo se afirma como a forma verdadeiramente preservada da fé monoteísta que os israelitas adotaram sob Moisés. A crença samaritana também sustenta que o local sagrado original dos israelitas era o Monte Gerizim, perto de Nablus, e que Jerusalém só alcançou importância sob os dissidentes israelitas que seguiram Eli para a cidade de Siló; os israelitas que permaneceram no Monte Gerizim se tornariam os samaritanos no Reino de Israel, enquanto os israelitas que partiram se tornariam os judeus no Reino de Judá. O Monte Gerizim também é reverenciado pelos samaritanos como o local do Sacrifício de Isaque, em contraste com a crença judaica de que ele ocorreu no Monte do Templo de Jerusalém.

## História

### Cisma da era israelita
O samaritanismo sustenta que o cume do Monte Gerizim é o verdadeiro local do Lugar Santo de Deus. Os samaritanos remontam sua história como uma entidade separada a um período logo após a entrada dos israelitas na Terra Prometida. A historiografia samaritana traça o próprio cisma até o momento em que o sumo sacerdote Eli deixou o Monte Gerizim, onde ficava o primeiro altar israelita em Canaã, e construiu um altar concorrente na vizinha Siló. O grupo dissidente de israelitas que seguiu Eli até Siló seria aquele que, em anos posteriores, se dirigiria ao sul para se estabelecer em Jerusalém (os judeus), enquanto os israelitas que permaneceram no Monte Gerizim, em Samaria, se tornariam conhecidos como samaritanos.

Abu l-Fath, que no século XIV escreveu uma importante obra sobre a história samaritana, comenta sobre as origens samaritanas da seguinte forma:
Houve uma terrível guerra civil entre Eli, filho de Yafni, da linhagem de Itamar, e os filhos de Pincus (Fineias), porque Eli, filho de Yafni, resolveu usurpar o sumo sacerdócio dos descendentes de Pincus. Ele costumava oferecer sacrifícios em um altar de pedras. Tinha 50 anos de idade, era rico e responsável pelo tesouro dos filhos de Israel. [...]
Ele ofereceu um sacrifício no altar, mas sem sal, como se estivesse desatento. Quando o Grande Sumo Sacerdote Ozzi soube disso e descobriu que o sacrifício não havia sido aceito, ele o repudiou completamente; e é dito que ele o repreendeu.
Em seguida, ele e o grupo que simpatizava com ele se revoltaram e, imediatamente, ele, seus seguidores e seus animais partiram para Siló. Assim, Israel se dividiu em facções. Ele enviou aos seus líderes, dizendo-lhes: "Quem quiser ver coisas maravilhosas, venha a mim". Então ele reuniu um grande grupo ao seu redor em Siló e construiu um templo para si mesmo ali; construiu um lugar como o templo [no Monte Gerizim]. Ele construiu um altar, sem omitir nenhum detalhe - tudo correspondia ao original, peça por peça.

Nessa época, os filhos de Israel se dividiram em três facções. Uma facção leal no Monte Gerizim; uma facção herética que seguia falsos deuses; e a facção que seguia Eli, filho de Yafni, em Siló.
Além disso, a Crônica Samaritana Adler, ou Nova Crônica, que se acredita ter sido composta no século XVIII usando crônicas anteriores como fontes, afirma:
E os filhos de Israel em seus dias se dividiram em três grupos. Um deles fez conforme as abominações dos gentios e serviu a outros deuses; outro seguiu Eli, filho de Yafni, embora muitos deles tenham se afastado dele depois que ele revelou suas intenções; e um terceiro ficou com o sumo sacerdote Uzi ben Buqui, o lugar escolhido.

### Relações entre judeus e samaritanos
Estudos genéticos modernos (2004) sugerem que as linhagens dos samaritanos remontam a um ancestral comum com os judeus no sumo sacerdócio judaico herdado paternalmente (Cohen), temporalmente próximo ao período da conquista assíria do reino de Israel, e provavelmente são descendentes da população israelita histórica. A religião dos proto-samaritanos nessa época provavelmente não era diferente da de seus colegas do sul da Judeia. É provável que isso tenha permanecido assim por vários séculos após a destruição do Reino de Israel, já que as reformas cúlticas da Judeia instituídas pelos reis Ezequias e Josias sofreram pouca oposição, estendendo-se ao povo samaritano no norte, conforme o texto bíblico.
Embora os samaritanos certamente tivessem singularidades culturais, eles estavam ligados aos judeus ao sul. Dessa forma, o samaritanismo provavelmente não emergiu como uma tradição distinta até a era asmoneana e romana, momento em que o Javismo se uniu ao Judaísmo do Segundo Templo. O templo no Monte Gerizim, o local central de adoração do samaritanismo, foi construído no século V a.C., como um dos muitos templos Javistas em Samaria. No entanto, o recinto do templo passou por um período de séculos de construção em larga escala, começando por volta do século IV a.C., o que indica que sua condição como o principal local de adoração entre os samaritanos tinha acabado de ser estabelecida. Da mesma forma, os debates teológicos entre judeus e samaritanos são atestados já no século II a.C., indicando que o Pentateuco samaritano já havia tomado forma, de algum modo.
O rei asmoneu João Hircano destruiu o templo do Monte Gerizim e colocou Samaria sob seu controle por volta de 120 a.C., o que levou a um sentimento duradouro de hostilidade mútua entre judeus e samaritanos. A partir desse momento, os samaritanos provavelmente procuraram se distanciar conscientemente de seus irmãos judaicos, e ambos os povos passaram a ver a fé samaritana como uma religião distinta do judaísmo.
A relação entre judeus e samaritanos se deteriorou ainda mais com o tempo. Na época de Jesus, samaritanos e judeus depreciavam profundamente uns aos outros, conforme evidenciado na Parábola do Bom Samaritano de Jesus.

## Crenças

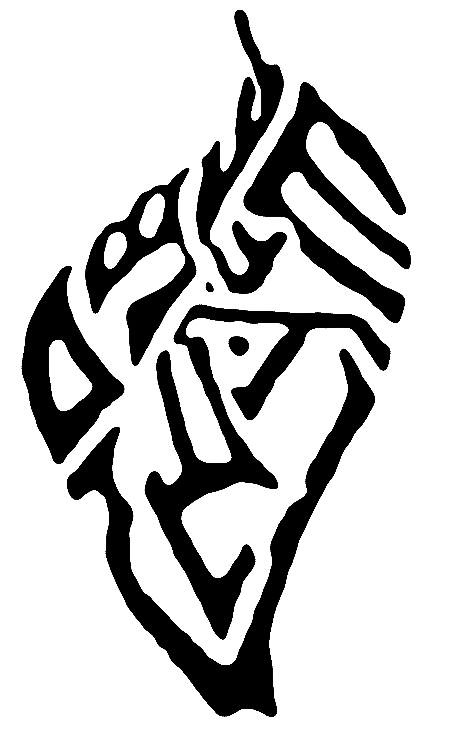
"Shemá Israel", escrito em caligrafia hebraica samaritana, é o símbolo oficial dos samaritanos.

As principais crenças do samaritanismo são as seguintes:
- Há um só Deus, Yahweh, o mesmo Deus reconhecido pelos profetas judeus. A fé está na unidade do Criador, a unidade absoluta. Ele é a causa das causas e preenche o mundo inteiro. Sua natureza não pode ser compreendida pelos seres humanos, mas de acordo com suas ações e segundo a revelação que fez ao seu povo e a bondade que demonstrou a eles.
- A Torá é o único livro sagrado verdadeiro e foi dada por Deus a Moisés. A Torá foi criada antes da criação do mundo e quem acredita nela tem garantida uma parte no Mundo Vindouro. A condição da Torá no samaritanismo como o único livro sagrado faz com que os samaritanos rejeitem a Torá Oral, o Talmude e todos os profetas e escrituras, exceto Josué, cujo livro na comunidade samaritana é significativamente diferente do Livro de Josué na Bíblia judaica. Essencialmente, a autoridade de todas as seções pós-Torá da Bíblia judaica e das obras rabínicas judaicas clássicas (o Talmude, que inclui o Mishná e o Guemara) é rejeitada. Moisés é considerado o último da linhagem de profetas.
- O Monte Gerizim, e não Jerusalém, é o único e verdadeiro santuário escolhido por Deus. Os samaritanos não reconhecem a santidade de Jerusalém e não reconhecem o Monte do Templo, alegando, em vez disso, que o Monte Gerizim foi o local onde ocorreu o sacrifício de Isaque.
- O apocalipse, chamado de "o dia da vingança", será o fim dos tempos, quando uma figura chamada Taheb (essencialmente o equivalente samaritano do Messias judeu) da tribo de José virá, será um profeta como Moisés por quarenta anos e trará o retorno de todos os israelitas, após o qual os mortos serão ressuscitados. O Taheb descobrirá então a tenda do Tabernáculo de Moisés no Monte Gerizim e será enterrado ao lado de José quando morrer.[17][18]

## Festivais e observâncias
Os samaritanos preservam uma forma de escrita paleo-hebraica, conservam a instituição de um sumo sacerdócio e a prática de abater e comer cordeiros na véspera da Páscoa. Eles celebram Pessach, Shavuot e Sucot, mas usam um modo diferente daquele empregado no judaísmo para determinar as datas anualmente. O Yom Teru'ah (o nome bíblico para "Rosh Hashaná"), no início de Tishrei, não é considerado um Ano Novo como no judaísmo rabínico.
O Sabbath é observado semanalmente pela comunidade samaritana toda sexta-feira e sábado, começando e terminando ao pôr do sol. Durante vinte e quatro horas, as famílias se reúnem para celebrar o dia de descanso: toda a eletricidade da casa, com exceção da iluminação mínima (mantida acesa durante todo o dia), é desligada, nenhum trabalho é feito e não é permitido cozinhar nem dirigir. O tempo é dedicado à adoração, que consiste em sete cultos de oração (divididos em dois para a véspera do sábado, dois pela manhã, dois à tarde e um na véspera do término), leitura da porção semanal da Torá (segundo o ciclo anual da Torá dos samaritanos), passar tempo de qualidade com a família, fazer as refeições, descansar e dormir, e visitar outros membros da comunidade.
A Páscoa é particularmente importante na comunidade samaritana, culminando com o sacrifício de até 40 ovelhas. A contagem do ômer permanece praticamente inalterada; no entanto, a semana anterior a Shavuot é um festival único que celebra o compromisso contínuo que o samaritanismo tem mantido desde a época de Moisés. Shavuot é caracterizado por serviços de oração contínua que duram quase um dia inteiro, principalmente sobre as pedras de Gerizim, tradicionalmente atribuídas a Josué.

Durante o Sucot, a sucá é construída dentro das casas, ao contrário dos ambientes externos que são tradicionais entre os judeus. O historiador samaritano Benyamim Tsedaka atribui a tradição da sucá interna à perseguição dos samaritanos durante o Império Bizantino. O telhado da sucá samaritana é decorado com frutas cítricas e galhos de palmeiras, murtas e salgueiros, conforme a interpretação samaritana das quatro espécies designadas na Torá para o feriado.

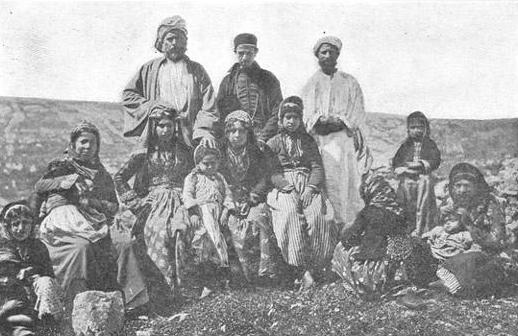
Samaritanos, de uma foto de cerca de 1900 do Palestine Exploration Fund.
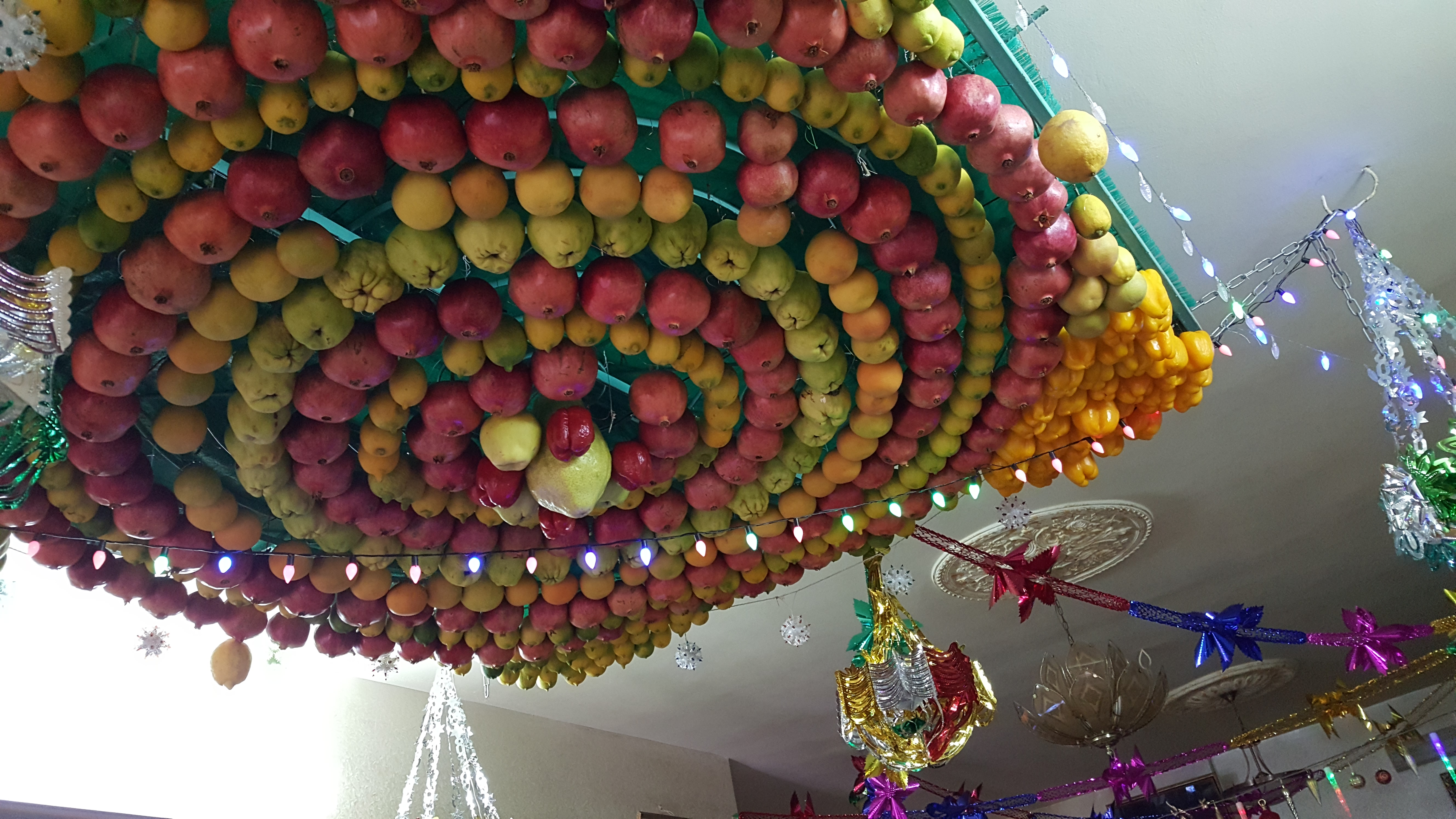
Sucot no Monte Gerizim
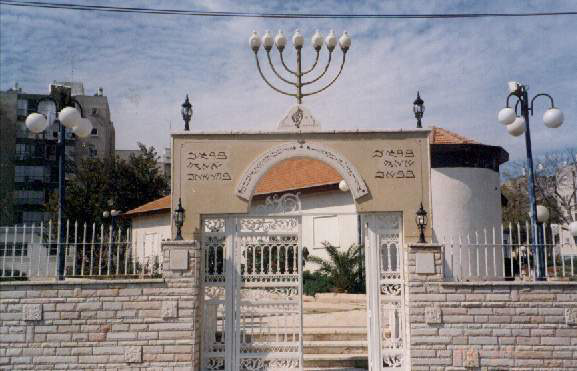
Entrada de uma sinagoga samaritana moderna na cidade de Holon, Israel

## Textos religiosos

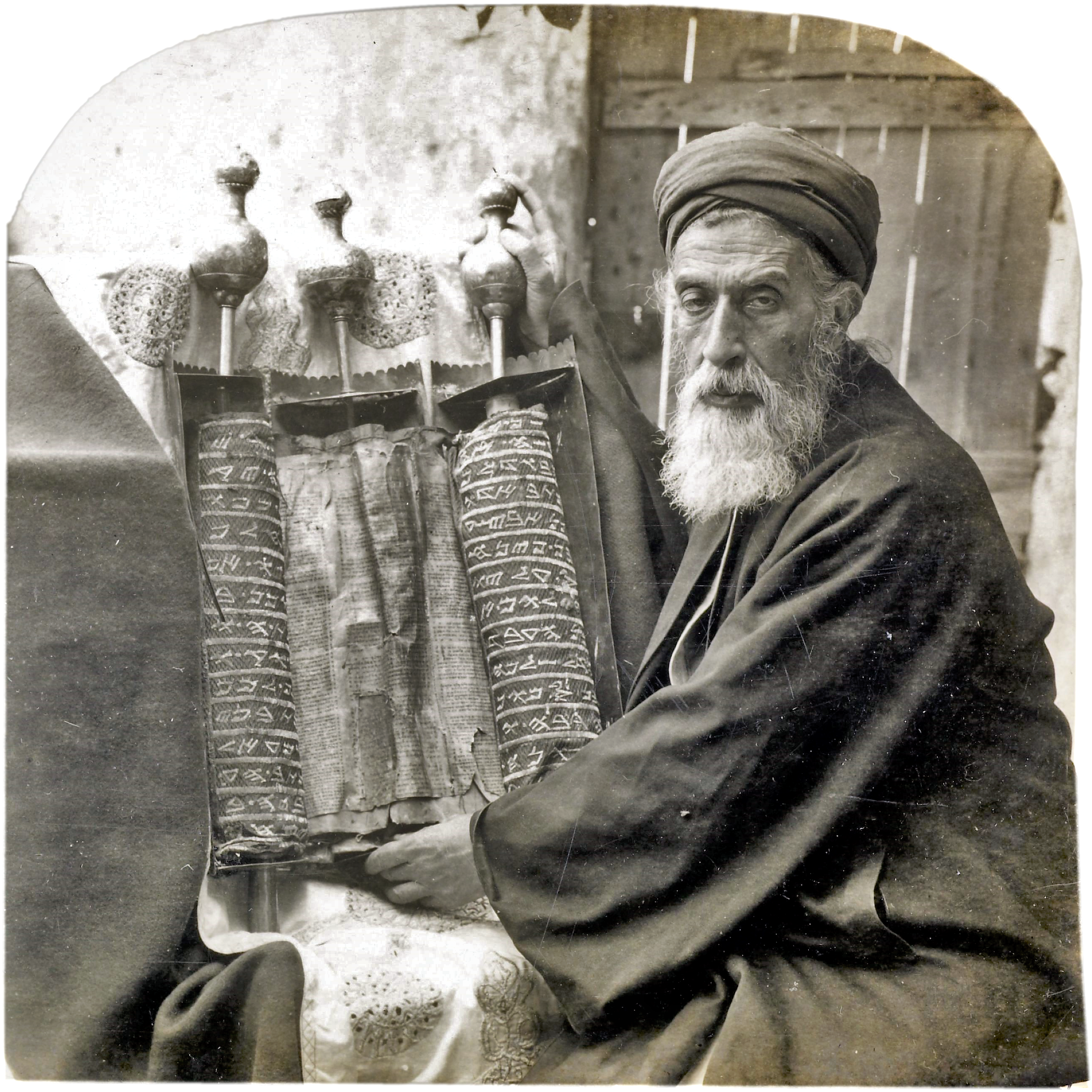
O sumo sacerdote samaritano Yaakov ben Aharon e o pergaminho de Abisue, 1905

A lei samaritana difere da Halacá (lei judaica rabínica) e de outros movimentos judaicos. Os samaritanos têm vários grupos de textos religiosos que correspondem à Halacá judaica. Alguns exemplos desses textos são:
- Pentateuco Samaritano: Há cerca de 6.000 diferenças entre o Pentateuco Samaritano e o texto do Pentateuco Judaico Massorético; e, de acordo com uma estimativa, 1.900 pontos de concordância entre ele e a versão grega da LXX. Várias passagens do Novo Testamento também parecem ecoar uma tradição textual da Torá não muito diferente daquela conservada no texto samaritano. Há várias teorias a respeito das semelhanças. As variações, algumas corroboradas por leituras nas traduções para o latim antigo, siríaco e etíope, atestam a antiguidade do texto samaritano,[23][24][25] embora a data exata da composição ainda não esteja clara. Merece atenção especial o chamado "Pergaminho de Abisue", um manuscrito da tradição do Pentateuco atribuído a Abisue, neto de Arão, tradicionalmente compilado durante a Idade do Bronze.
- Textos históricos
  - Crônica Samaritana, A Tolidah (Criação até o tempo de Abishah)
  - Crônica Samaritana, A Crônica de Josué (Israel durante o tempo do favor divino) (século IV, em árabe e aramaico)
  - Crônica Samaritana, Adler (Israel desde a época do desfavor divino até o exílio)
  - Crônica Samaritana, O Kitab al-Tarikh de Abu 'l-Fath (cronologia histórica de Adão a Maomé)

- Textos haláquicos
  - Texto haláquico samaritano, O Hillukh (Código de Halacá, casamento, circuncisão, etc.)
  - Texto haláquico samaritano, o Kitab at-Tabbah (Halacá e interpretação de alguns versículos e capítulos da Torá, escrito por Abu Al Hassan no século XII d.C.)
  - Texto haláquico samaritano, o Kitab al-Kafi (Livro de Halacá, escrito por Yosef Al Ascar, século XIV d.C.)
- Textos Midrash Hagádicos 
  - Al-Asatir - textos lendários em aramaico dos séculos XI e XII, contendo:
  - Midrash hagádico, Abu'l Hasan al-Suri
  - Midrash hagádico, Memar Markah - tratados teológicos do século III ou IV atribuídos a Hakkam Markha
  - Midrash hagádico, Pinkhas sobre o Taheb
  - Midrash hagádico, Molad Maseh (Sobre o nascimento de Moisés)
- Textos litúrgicos
  - Defter, livro de oração de salmos e hinos.[26]
  - Hagadá Samaritano[27]

### Obras citadas
- Anderson, Robert T.; Giles, Terry (2002). The Keepers: An Introduction to the History and Culture of the Samaritans (em inglês). [S.l.]: Hendrickson Publishing. ISBN 1-56563-519-1
- Bowman, John, ed. (1 de janeiro de 1977). Samaritan Documents: Relating to their History, Religion, and Life (em inglês). Eugene, OR: Wipf and Stock Publishers. ISBN 978-0-915138-27-2
- de Hemmer Gudme, Anne Katrine (28 de maio de 2013). Before the God in this Place for Good Remembrance: A Comparative Analysis of the Aramaic Votive Inscriptions from Mount Gerizim (em inglês). [S.l.]: Walter de Gruyter. ISBN 978-3-11-030187-8
- Kiaris, Hippokratis (15 de junho de 2021). Genes, Polymorphisms, and the Making of Societies: A Genetic Perspective of the Divergence between East and West (em inglês) Revisado e ampliado ed. [S.l.]: Universal-Publishers. ISBN 978-1-62734-345-9
- Knoppers, Gary N. (2013). Jews and Samaritans: The Origins and History of Their Early Relations (em inglês). [S.l.]: Oxford University Press USA. ISBN 978-0-195-32954-4
- Law, Timothy Michael (15 de agosto de 2013). When God Spoke Greek: The Septuagint and the Making of the Christian Bible (em inglês). [S.l.]: OUP USA. ISBN 978-0-19-978172-0
- Seeligmann, Isaac Leo (2004). The Septuagint Version of Isaiah and Cognate Studies (em inglês). [S.l.]: Mohr Siebeck. ISBN 978-3-16-148372-1
- Powels, Sylvia (1989).  Crown, Alan David, ed. The Samaritans (em inglês). [S.l.]: Mohr Siebeck. ISBN 978-3-16-145237-6
- Tsedaḳah, Avraham Nur (1958). זבח קרבן הפסח: הגדה של פסח, נוסח שומרוני [Samaritan Haggada and Pessah Passover] (em hebraico). Tel-Aviv: מוציא לאור לא ידוע
- Tsedaka, Benyamim (2013). The Israelite Samaritan Version of the Torah (em inglês). [S.l.]: Wm. B. Eerdmans. ISBN 9780802865199
- VanderKam, James; Flint, Peter (10 de julho de 2005). The Meaning of the Dead Sea Scrolls: Their Significance For Understanding the Bible, Judaism, Jesus, and Christianity (em inglês). [S.l.]: A&C Black. ISBN 978-0-567-08468-2